# 来凤街道
来凤街道，是中华人民共和国重庆市璧山区下辖的一个乡镇级行政单位。

## 历史
现来凤街道辖区在明清时期曾设有来凤驿，该驿站在成渝古驿道上与龙泉驿、双凤驿、白市驿、南津驿齐名，江湖菜的其中一个菜品来凤鱼也因古驿道人员往来而生。
2003年，原来凤镇并入青杠镇后成立青杠街道。
2010年12月9日，由青杠街道拆分而出的来凤街道挂牌成立。

## 行政区划
来凤街道下辖以下地区：
东街社区、花园社区、西街社区、孙河村、登凤村、安乐村、来凤村、四平村、新七村、普新村、魁塘村、三星村和鹿河村。